# 桶柑
桶柑，又稱為年柑，是柑橘的一種，屬於芸香科植物，據推測是椪柑與臍橙之天然雜交種。早年由於農家將桶柑儲藏於木桶中作運輸，故稱之為桶柑。品種可細分為桶柑、海梨柑、高牆桶柑（大春種無子桶柑）。性喜溫暖，生育適溫18～26℃，臺灣中、北部適於栽培；繁殖可用嫁接法，砧木可用酸桔或廣東木黎檬。

## 產期與產地
主要產地包括臺灣中、北部、中國福建與廣東、日本的鹿兒島及沖繩。桶柑的盛產期在冬春季，桶柑在12月至2月、海梨柑在12月至3月、高墻桶柑在1至5月。
臺灣的主產地在員山鄉、礁溪鄉、三芝區、三峽區、石碇區、坪林區、峨眉鄉、新埔鎮、北埔鄉、竹東鎮、芎林鄉、寶山鄉、卓蘭鎮、大湖鄉、三灣鄉、獅潭鄉、和平區、東勢區、豐原區、大坑、石岡區、成功鎮、卑南鄉等地。

## 品種
臺灣的桶柑約有四個品系，分別為普通桶柑、高牆桶柑、海梨桶柑及六月桶柑，目前以高牆桶柑及海梨桶柑種植較多，其中高牆桶柑的無子系統易達成品牌水果生產。各品系特性如下：
（一）普通桶柑：臺灣的自生種，樹形扁圓形，果實球形，果小皮橙紅色，果肉緊密，甜味強，但產量較低，成熟期約在農曆之一至二月，又名年柑。
（二）高牆桶柑：也稱桶柑，果型較大，樹高3-4公尺，樹冠球形或半圓形，樹勢強健且產量高，但種於低濕地區則樹命較短；抗潰瘍病力較強，但易受瘡痂病、黑星病及星天牛危害。果實球形，平均果重150-200公克，果皮紅橙色，油胞較大，皮略粗糙，果頂圓且花柱痕小，果肉橙色，平均糖度10-12度。高牆桶柑有數個系統，其中之無仔桶柑為翁仁祿先生於宜蘭縣莊坤鐘先生果園發現的優良品系。由於本種之苗木多來自大春農園，又名‘大春種’，其果形大且種子少，產量高，風味優，對環境之適應力強。高牆桶柑目前種植最多，也是作為生產品牌桶柑極佳的品系。
（三）海梨桶柑(Hai-Li Tangor)：樹勢類似桶柑，葉片較寬大，葉形略呈菱形，葉光滑，表皮光滑，果重約150公克，果肉橙色，平均糖度為11度，果汁率低，酸度低，風味較淡，隔年結果習性強，產量較不穩定。
（四）六月桶柑：特性與一般桶柑類似，但成熟期較晚，同時品質較差，種植較少。

## 外部連結
- 柑橘類(英文：Citrus Fruit)